# Балу
Балу́ (англ. Baloo) — персонаж из сборника рассказов «Книга джунглей» английского писателя Редьярда Киплинга, медведь, один из воспитателей Маугли, наряду с Каа и Багирой.

## Образ из «Книги джунглей»
В Книге джунглей Балу занимает роль наставника, и в некотором роде отцовской фигуры для Маугли. Балу один из лучших знатоков Закона джунглей. Несмотря на то, что в произведениях Киплинга описывался как «сонный бурый медведь», некоторые исследователи не относят Балу к бурым медведям.
Сэр Роберт Армитидж Стерндэйл выявил, что слово на хинди Бхалу (англ. Bhalu) используется для наименования нескольких видов медведей.
Редактор Дэниел Карлин считал, что Киплинг описывал губача, так как бурые медведи и гималайские медведи не водятся в районе Сеони, где происходят события рассказов о Маугли. Среди губачей встречаются особи с бурой шерстью, хотя преобладающий цвет именно чёрный. Вместе с тем Карлин отмечает, что диета Балу «… только корни, орехи и мед» — черта, более соответствующая гималайским медведям, чем губачу или бурому медведю.
Ещё один житель Юго-восточной Азии — малайский медведь — не подходит по размерам (Балу явно больше волка). Не исключено, что в книге описывался гибрид, выдуманный, неизвестный или вымерший вид медведей.
По словам Дж. Макмастер, Балу — это часть «Троицы» воспитателей Маугли и олицетворяет собой силу, в то время как Багира и Каа соответствуют любви и знанию.

## Прообраз
Жан Перро утверждает, что имя Балу (подобно именам Каа и Багиры), было заимствовано Киплингом из древнеегипетского трактата «Беседа разочарованного со своим Ба». Сам Киплинг говорил, что имя на языке хиндустани означает «медведь» и произносится с ударением на первый слог.

## Галерея
- Иллюстрация к изданию Книги джунглей (1895)
- Иллюстрация к изданию Книги джунглей (1895)
- Иллюстрация к изданию Книги джунглей (1895)
- Иллюстрация к изданию Книги джунглей (1895)
- Иллюстрация к изданию Книги джунглей (1895)
- Иллюстрация к изданию Книги джунглей (1895)
- Иллюстрация к изданию Книги джунглей (1895)
- Иллюстрация к изданию Книги джунглей (1895)